# Nombre de ring

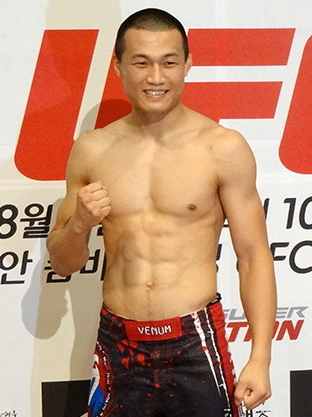
El peleador de MMA Jung Chan-sung compitió durante gran parte de su carrera bajo el apodo de The Korean Zombie en vez de su nombre real.

Un nombre de ring es un tipo de nombre artístico o apodo usado por un boxeador, un artista marcial mixto o cualquier otro atleta de combate, cuyo nombre real se considera poco atractivo, aburrido, difícil de pronunciar o deletrear, divertido por razones equivocadas o que proyecta una imagen errónea. Desde la llegada de internet, es relativamente fácil descubrir el nombre real de un atleta de combate.

## Uso y ejemplos

### Artes marciales mixtas
Si bien, los peleadores de artes marciales mixtas compiten con su nombre real, también han existido quienes se decantan darse a conocer bajo un apodo llamativo. Un ejemplo claro es Jung Chan-sung, quien compitió en la Ultimate Fighting Championship (UFC) como The Korean Zombie (o «Zombie Koreano»); dicho apodo proviene de su aparente capacidad de seguir avanzando y pelear agresivamente, incluso después de recibir golpes fuertes.

### Boxeo
Numerosos boxeadores han usado nombres o apodos en el ring como forma de identificación durante sus carreras profesionales, especialmente a finales del siglo XIX y principios del XX. El nombre «Kid» era particularmente popular, lo que indicaba su relativa juventud. Desde mediados del siglo XX, los nombres de boxeadores han sido menos comunes, aunque los apodos se han popularizado en los últimos años. Entre los ejemplos famosos de boxeadores que usaron nombres de ring se incluyen: Kid Azteca (Luis Villanueva Páramo), Jersey Joe Walcott (Arnold Raymond Cream), Rocky Marciano (Rocco Francis Marchegiano), Rocky Graziano (Thomas Rocco Barbella) y Takaloo (Merdud Takalobighashi).

### Otros deportes de combate
En Japón, los luchadores de sumo usan un nombre en el ring llamado shikona (四股名 o 醜名). Otros artistas marciales usan «nombres marciales» o «nombres de guerrero» llamados Bugō.
En Tailandia, tanto los boxeadores profesionales como los kickboxers de Muay Thai tienden a usar el nombre de su gimnasio como la última parte de su nombre de ring.